# Dobříkov
Dobříkov är en ort i Tjeckien.   Den ligger i regionen Pardubice, i den centrala delen av landet, 120 km öster om huvudstaden Prag. Dobříkov ligger 264 meter över havet och antalet invånare är 457.
Terrängen runt Dobříkov är platt. Runt Dobříkov är det tätbefolkat, med 266 invånare per kvadratkilometer. Närmaste större samhälle är Vysoké Mýto, 5,8 km söder om Dobříkov. Trakten runt Dobříkov består till största delen av jordbruksmark.